# Gesellschaft für Technische Überwachung
Die GTÜ Gesellschaft für Technische Überwachung mbH (kurz: GTÜ) ist eine in Deutschland amtlich anerkannte technische Prüforganisation freiberuflicher Kfz-Sachverständiger und Prüfingenieure mit Sitz in Stuttgart.

## Geschichte und Struktur
Die GTÜ wurde 1977 gegründet. Anfangs wurden hauptsächlich sicherheitsrelevante Hauptbaugruppen von Kraftfahrzeugen überprüft, später kamen z. B. Bremskraftmessungen und Überprüfungen von Scheinwerfereinstellungen dazu. Im Jahr 1990 erlangte die GTÜ die amtliche Anerkennung zur Überwachungsorganisation in Baden-Württemberg und bis 1993 folgten sukzessive alle weiteren Bundesländer. Die erste Hauptuntersuchung wurde 1990 durchgeführt.  Anfangs wurde etwa die Abgastechnik von Benzinmotoren überwacht, 1993 folgten Abgasuntersuchungen von Dieselmotoren.  Seit 2007 dürfen die Prüfer der GTÜ auch Gutachten für Oldtimer und H-Kennzeichen erstellen, hierbei verfügt das Unternehmern über eine Datenbank zu über 4.000 Modellen. Seit 2019 werden auch sogenannte „Vollgutachten“ nach § 21 StVZO erstellt und „Einzelabnahmen“ nach § 19 (2) StVZO vom Technischen Dienst der GTÜ durchgeführt.
Bekräftigt auch durch die Liberalisierung der Überwachungsinstitutionen in Deutschland, hat die GTÜ ihre Tätigkeiten auf die Bereiche der Gebäude- und Anlagensicherheit sowie baubegleitende Qualitätsüberwachung ausgedehnt und betreibt mehrere Tochtergesellschaften.
Die GTÜ ist neben der Dekra, dem TÜV und der KÜS eine der amtlich anerkannten Überwachungsorganisationen. Der Marktanteil an der Hauptuntersuchung lag im Jahr 2020 bei etwa 16 Prozent. In der GTÜ haben sich etwa 2300 selbständige und unabhängige Prüfingenieure und Kfz-Sachverständige an über 11.000 Untersuchungsstellen sowie eigenen Prüfstellen zusammengeschlossen. Der Unternehmenssitz und die Zentrale mit etwa 200 Mitarbeitern liegt in Stuttgart, darüber hinaus betreibt die GTÜ ein Hauptstadtbüro in Berlin und eine weitere Zweigstelle Nordrhein-Westfalen in Dortmund.
Im Jahr 2021 unterzeichneten die GTÜ und ihre Tochterunternehmen die WIN-Charta des Landes Baden-Württemberg und verpflichtete sich damit zur Umsetzung von zwölf Leitsätzen für Nachhaltigkeit und zwei WIN!-Projekten, dem Erhalt von Artenvielfalt und funktionierender Naturkreisläufe.

## Aufgabenbereiche
Zu den Aufgabenbereichen zählen unter anderem Fahrzeuguntersuchungen, Hauptuntersuchungen, diverse Kfz-Dienstleistungen wie Betriebserlaubnisse mit Änderungsabnahmen bei Umbauten, Sicherheitsprüfungen, die Verlängerung von ADR-Bescheinigungen, Schadengutachten und Oldtimerbegutachtungen.
Weiterhin hat das Unternehmen Qualitätssysteme entwickelt, die vor allem in Kfz-Werkstätten zum Einsatz kommen. So etwa das GTÜ-Umweltsiegel, Werkstattaudits- und tests, der Zustandsbericht nach System GTÜ, sowie im Baubereich das GTÜ-Bausiegel.
Der Technische Dienst der GTÜ wurde 2009 vom Kraftfahrt-Bundesamt akkreditiert und führt für Fahrzeug-, Teilehersteller und Importeure, sowie im Bereich der Homologation beispielsweise Gutachten, ABEs und Typgenehmigungen durch. Seit 2019 werden auch Vollgutachten und Einzelabnahmen durchgeführt. Hierbei sind die FAKT GmbH und der VDE Partner.
Die Tochtergesellschaften der GTÜ erweitern die Tätigkeitsfelder auch um Themen außerhalb der Kfz-Überwachung, wie etwa Anlagensicherheit und Baubegleitung:
- Die GTÜ Anlagensicherheit GmbH ist seit 2010 eine zugelassene Überwachungsstelle für überwachungsbedürftige Anlagen[18][19]
- Die GTÜ Certification GmbH zertifiziert Managementsysteme nach DIN EN ISO 9001, 14001 und DIN EN ISO/IEC 27001.[20]
- Die GTÜ Prüfmittelservice GmbH ist ein Dienstleister im Bereich Mess- und Kalibriertechnik, der sich auf die Prüfung, Kalibrierung und Wartung der Messtechnik in Kfz-Betrieben und Autohäusern spezialisiert hat. Hierbei kommen seit 2017 bei Bedarf auch mobile Prüflabore zum Einsatz.[21][22]
- Die GTÜ ATEEL AG ist eine im Jahr 2013 entstandene Joint Venture zwischen der GTÜ und der luxemburgischen ATEEL (Allied Technology Experts Enterprise of Luxembourg S.à r.l.), einem notifizierten Technischen Dienst der Europäischen Union und der UN-ECE, der auch in Taiwan akkreditiert ist.[23][24]

## Weitere Aktivitäten

### GTÜ-Akademie
In über 90 Schulungszentren in Deutschland werden mehr als 400 Aus-, Fort- und Weiterbildungsseminare der GTÜ-Akademie organisiert. Es kann eine einjährige Weiterbildung zum qualifizierten Kfz-Prüfingenieur abgeschlossen werden.

### Publikationen
Das Unternehmen bietet diverse Checklisten und Ratgeber für alle Themenbereiche rund um das Auto an.

## Auszeichnungen (Auswahl)
- Deutschlands beste Ausbilder 2020, verliehen von Capital[29]
- Kununu Top Company & Open Company[30]
- Fair Company, verliehen vom Handelsblatt und dem Institut für Beschäftigung und Employability (IBE) in Ludwigshafen für faire Arbeitsbedingungen und Entwicklungsperspektiven für Berufseinsteiger
- Partnerbetrieb des Spitzensports, verliehen durch das Wirtschaftsministerium und den Landessportverband Baden-Württemberg für die Ausbildung oder Beschäftigung einer Topathletin oder eines Topathleten und die Förderung des Spitzensports im Land
- Top-Unternehmen in der Globalzufriedenheit im Kundenmonitor Deutschland, einer Studie der Service Barometer AG[31]
- Audit berufundfamilie (seit 2012), verliehen durch die berufundfamilie Service GmbH für die Angebote zur Vereinbarkeit von Beruf und Familie und familienbewusster Personalpolitik[32]